# Sompt
Sompt ist eine Commune déléguée in der französischen Gemeinde Fontivillié mit 298 Einwohnern (Stand 1. Januar 2022) im französischen Département Deux-Sèvres in der Region Nouvelle-Aquitaine.
Die Gemeinde Sompt wurde am 1. Januar 2019 mit Chail zur Commune nouvelle Fontivillié zusammengeschlossen. Sie hat seither den Status einer Commune déléguée. Die Gemeinde Sompt gehörte zum Kanton Melle im Arrondissement Niort. Sie grenzte im Nordwesten an Saint-Génard, im Nordosten an Chail und Maisonnay, im Südosten an Alloinay mit Gournay-Loizé sowie im Südwesten an Tillou.

## Bevölkerungsentwicklung
| Jahr      | 1962 | 1968 | 1975 | 1982 | 1990 | 1999 | 2005 | 2013 |
| --------- | ---- | ---- | ---- | ---- | ---- | ---- | ---- | ---- |
| Einwohner | 385  | 352  | 322  | 288  | 280  | 285  | 272  | 331  |

## Sehenswürdigkeiten
- Primarschulhaus Ida-Grinspan auf dem sogenannten Champ de concentration
- Kapelle Saint-Médard